# Meltzing (Adelsgeschlecht)

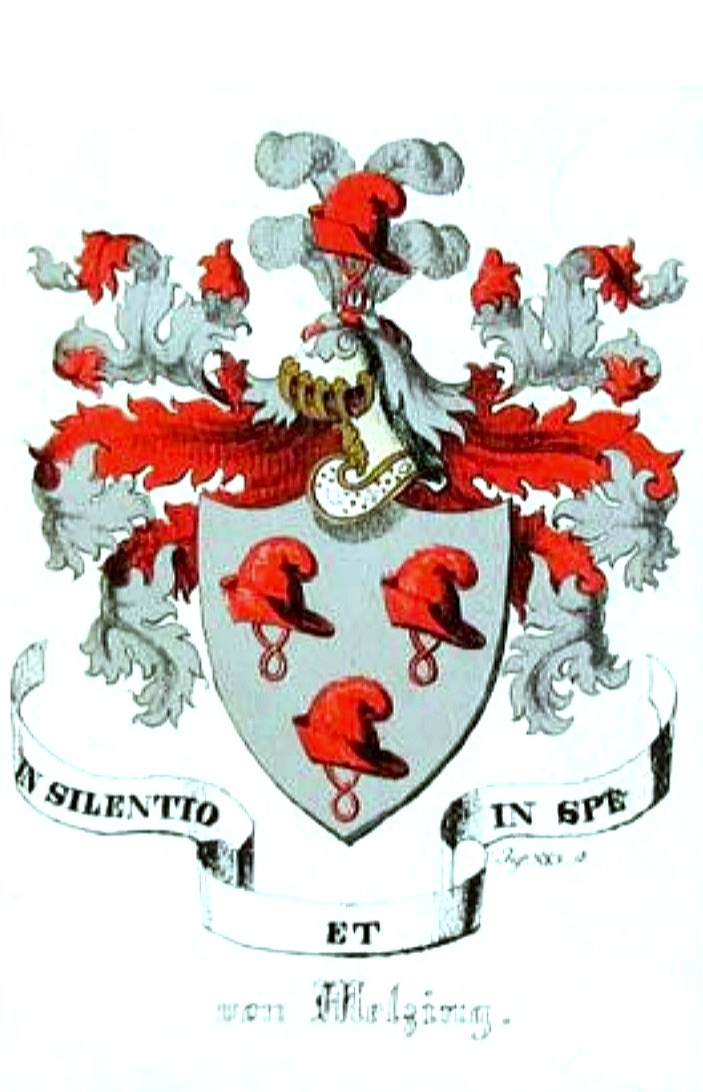
Wappen derer von Meltzing im Geschlechts- und Wappenbuch des Königreichs Hannover und des Herzogthums Braunschweig, 1852, Tafel C 47, mit Wappendevise.

Meltzing ist der Name eines alten niedersächsischen Adelsgeschlechts. Die Herren von Meltzing gehören zum lüneburgischen Uradel. Zweige der Familie bestehen bis heute.

## Geschichte
Das uradelige Geschlecht Meltzing stammt aus dem Lüneburgischen und wurde urkundlich erstmals 1300 mit Elisabeth, der Witwe von Heinrich von Meltsing, erwähnt. Die Stammreihe beginnt mit Harmio von Meltzing, der 1468 starb. Das gleichnamige Stammhaus befindet sich in Melzingen bei Ebstorf im niedersächsischen Landkreis Uelzen. Die Familie saß außerdem auf Emmendorf I und war im Halberstädtischen sesshaft.
Zwischen 1560 und 1574 kommen Heinrich und Lewin von Meltzing als Hauptleute von Bodenteich vor.
Das Rittergut Melzingen befand sich über mehrere Jahrhunderte nicht im Besitz der Familie, bis sie es 1882 erneut erwarb. Otto Ludwig von Meltzing ließ 1884 ein neues Herrenhaus errichten. Heute befindet sich das Gut in Besitz von Ingo von Meltzing.

## Wappen
Das Wappen wird in Siebmachers Wappenbüchern wie folgt blasoniert: In Silber drei (2:1) rote hintenabhängende Mützen. Auf dem rot-silbern bewulsteten Helm eine der Mützen zwischen (oder auch vor) drei (oder auch vier oder mehr) silbernen Straußenfedern. Die Helmdecken sind rot-silbern.

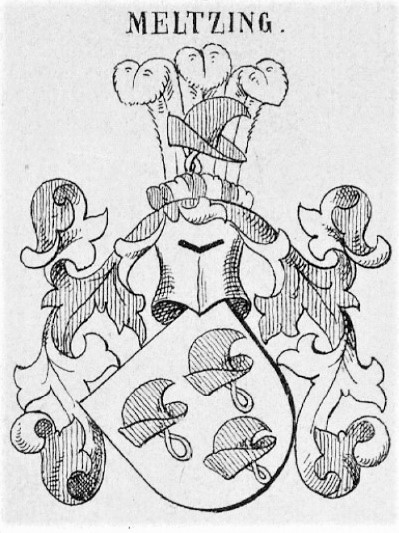
Wappen derer von Meltzing bei Johann Siebmacher
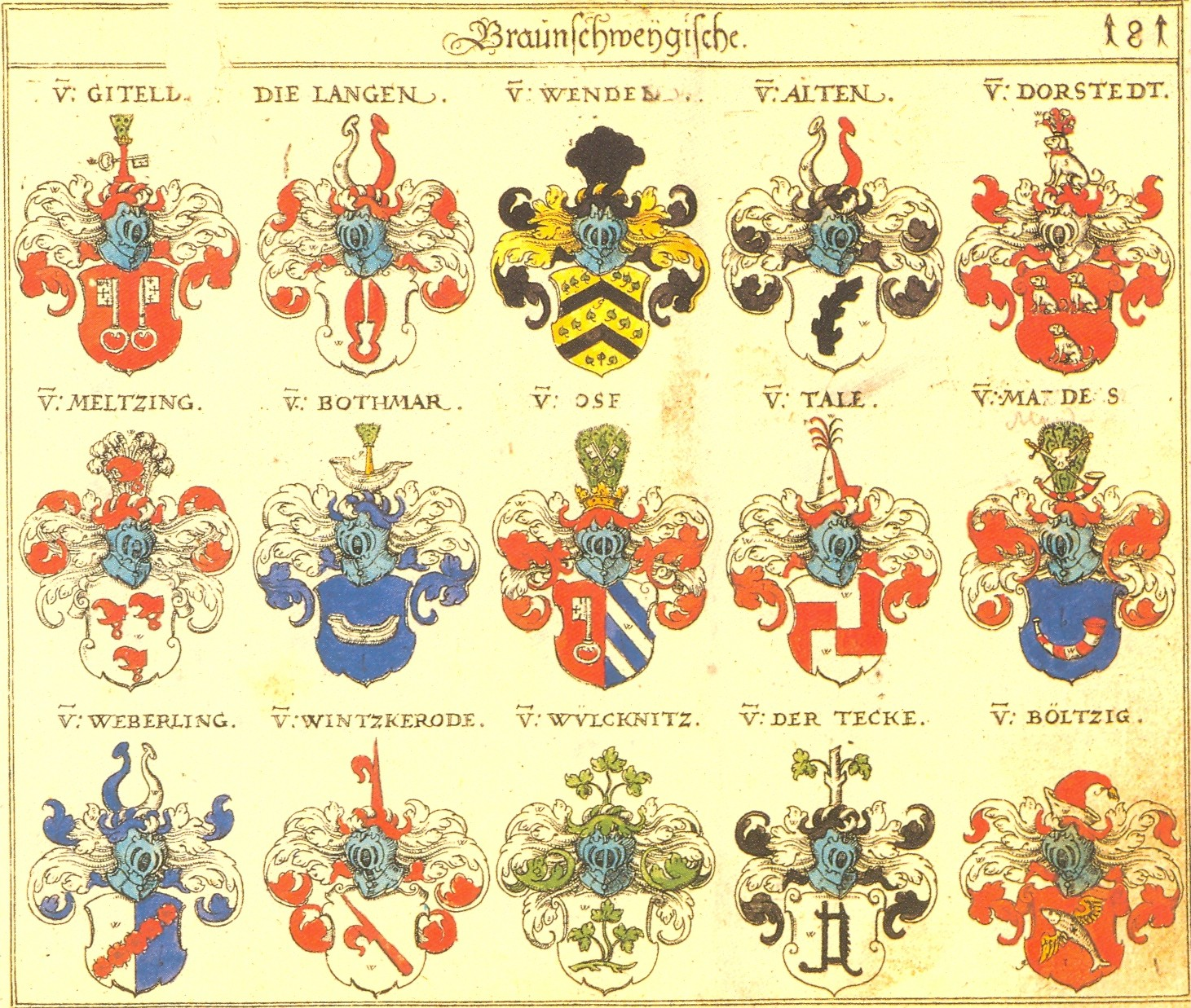
Wappen derer von Meltzing in Johann Siebmachers Wappenbuch von 1605, Tafel 181

## Persönlichkeiten
- Otto Ludwig von Meltzing (1805–1883), Amtmann, später Oberamtmann des Amtes Medingen